# 纳沃尔·卡里略·弗洛雷斯
纳沃尔·卡里略·弗洛雷斯（西班牙語：Nabor Carrillo Flores，1911年2月19日—1967年2月23日）是一位墨西哥原子能科学家及地质专家。

## 生平
他是墨西哥作曲家胡利安·卡里略·特鲁希略（Julián Carrillo Trujillo）的第三位儿子，1911年出生于墨西哥城，曾先后求学于墨西哥城和纽约，在回到墨西哥后，继续在墨西哥国立自治大学攻读土木工程专业，并于1939年毕业。后来获哈佛大学古根海姆奖学金（Guggenheim Scholarship）和博士学位，1941年又取得哈佛理学硕士学位（MSc）。他主要在墨西哥国立自治大学从事教学和科研，1946年曾代表墨西哥观摩了美国在比基尼环礁的核试验。后被任命为联合国原子能委员会墨西哥代表团技术顾问，负责太平洋原子能的使用。
从1953年2月14日至1961年1月13日，他二次当选墨西哥国立自治大学校长，是该校历史上首位获得连任的校长，曾提出了大学的责任就是灌输原则和价值观的不朽名言。
在他任内，该大学分散在城中各处的院校全部被迁至墨西哥城南部科约阿坎镇的大学城（Ciudad Universitaria），并添置了拉丁美洲原子能研究的首台设备—范德格拉夫设备；大学校报也开始发行。他促进了故后落成运行的墨西哥核能研究中心建设，还担任了国家核能委员会执行顾问。从1943年起主要致力于研究墨西哥谷地地底土壤运动问题。1957年被授予国家科学和艺术奖，除其他一些国外荣誉外，他还荣获法国荣誉军团勋章（Legion of Honor）。另外，也被一些国家和国外大学授予荣誉博士学位。
1967年，纳沃尔·卡里略在墨西哥城去世，他的遗体被安葬在墨西哥城多洛雷斯陵园名人圆厅墓地（Rotonda de las Personas Ilustres），紧靠在他父亲的旁边。
月球上的卡里略陨石坑就是以他的名字命名的。

## 备注
1. ↑  Díaz Arciniega, Víctor; Op.cit. p.209
2. ↑  Consejo Nacional para la Cultura y las Artes.  (PDF). Secretaría de Educación Pública.   [2009年12月1日]. （原始内容 (PDF)存档于2011年7月22日）. 参数|journal=与模板{{cite web}}不匹配（建议改用{{cite journal}}或|website=） (帮助)
3. ↑  . Segob. 2011年7月19日.[永久]